# 폴리애나 매킨토시
폴리애나 매킨토시(Pollyanna McIntosh, 1979년 3월 15일 ~ )는 스코틀랜드의 작가, 감독, 배우이다.

## 출연 작품
- 리벤지 라이드 (2020)
- 달링 (2019)
- 블러드 언 휠스 (2017)
- 네이티브 (2016)
- 햅 앤 레너드 (2016)
- 테일즈 오브 할로윈 (2015)
- 악령의 심판 (2014)
- 노이즈 매터스 (2013)
- 영원한 사랑 (2013)
- 블루 드림 (2013)
- 필스 (2013)
- 더 워먼 (2011)
- 오프스프링 (2009)
- 로스트 랜드: 공룡 왕국 (2009)
- 이그잼 (2009)
- 박쥐 2 - 휴먼 하베스트 (2007)
- 섹스 앤 데스 (2007)
- 헤드스페이스 (2005)